# Балас Вадим Васильович
Вадим Васильович Балас (нар. 22 березня 1952 року с. Боярка, Млинівського району Рівненська обл. — пом. 18 листопада 2010, смт Млинів) — художній керівник Народного ансамблю народної пісні Млинівського районного центру дозвілля, Заслужений працівник культури України. 

## Біографія
Закінчив Млинівську середню школу №1, а у 1977 році — Луцьке музичне училище.
Свою професійну діяльність він розпочав викладачем у Млинівській музичній школі, де працював з 1989 по 1995 рр. 
Тривалий час працював з хоровими колективами Острожця, Владиславівки, Малих Дорогостай, Добрятина, районними хорами вчителів, лікарів, які згодом вибороли звання «Народний аматорський». Керував колективами художньої самодіяльності установ селища. 
Вадим успішно виконував народні, стрілецькі, козацькі пісні та фольклорні твори.
Під керівництвом Вадима Баласа народний ансамбль народної пісні Млинівського районного центру дозвілля здобув звання «народний».
У 2001 році Вадиму Баласу надано звання «Заслужений працівник культури України» за активну участь у популяризації української пісні.
Вадим неодноразово брав участь у концертах в київському палаці «Україна», а також у різного роду республіканських та обласних фестивалях і конкурсах. Нагороджувався почесними грамотами, дипломами.
У 2004 році одержав відзнаку київського міського голови та Почесну грамоту Рівненського земляцтва за активну популяризацію національного мистецтва.
Він також був організатором, якому вдалось поєднати творчих особистостей в єдине ціле — квартет «Байда», спів якого лунав далеко за межами Рівненщини. Квартет брав участь в фестивалях, конкурсах, районних та обласних оглядах, зайняв почесне місце серед «народних» колективів районного центру дозвілля.
Вадим Балас також був першим регентом академічного хору у Свято-Михайлівській церкві смт. Млинів.
18 листопада 2010 року Вадим Васильович помер.

## Галерея
Життєвими дорогами Вадима Баласа

Працівники культури за роботоюПрацівники культури за роботою
Дует: Вадим Балас та Василь Літвінчук, 1982 рікДует: Вадим Балас та Василь Літвінчук, 1982 рік
На концертіНа концерті
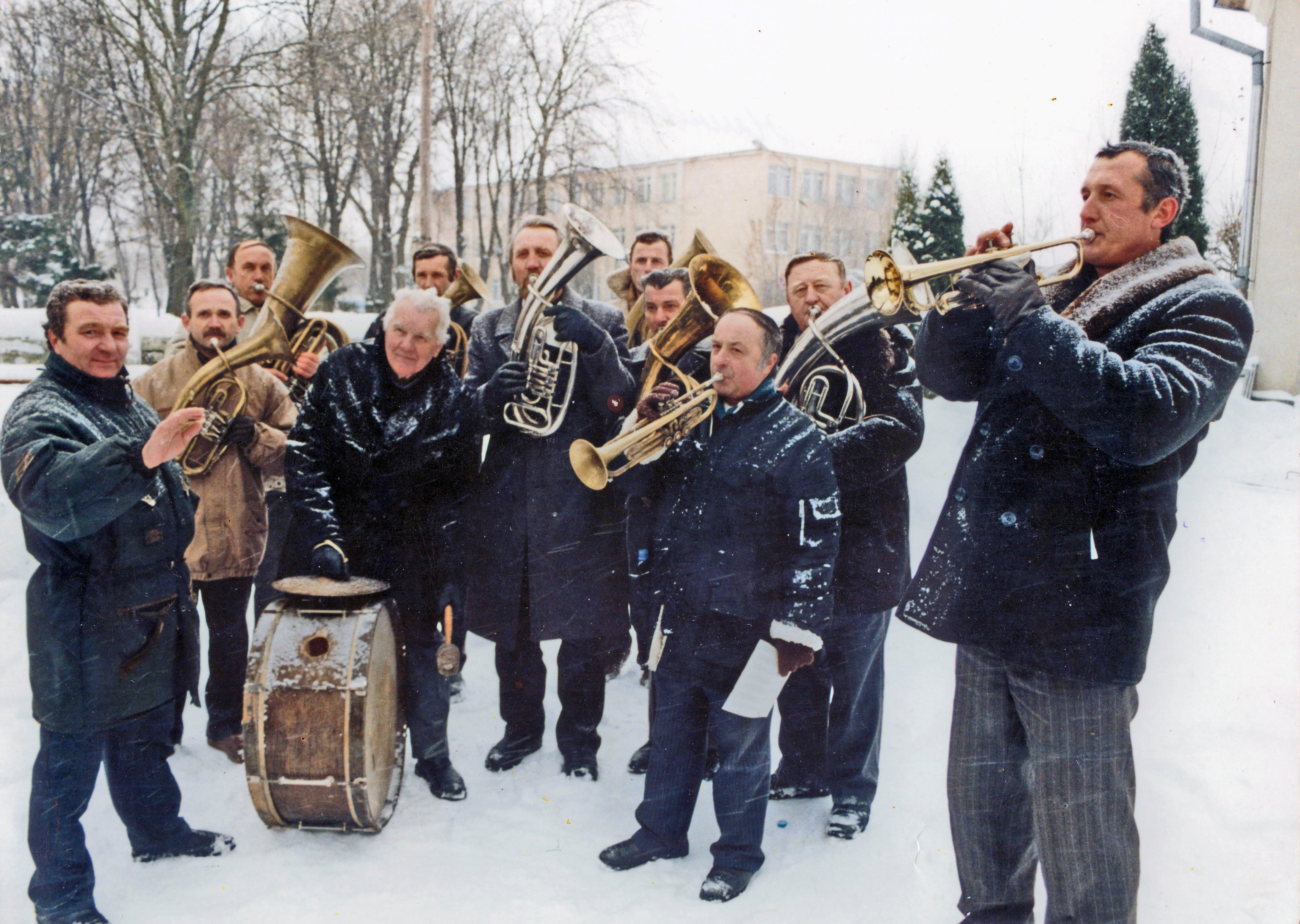
Млинівський аматорський духовий оркестр
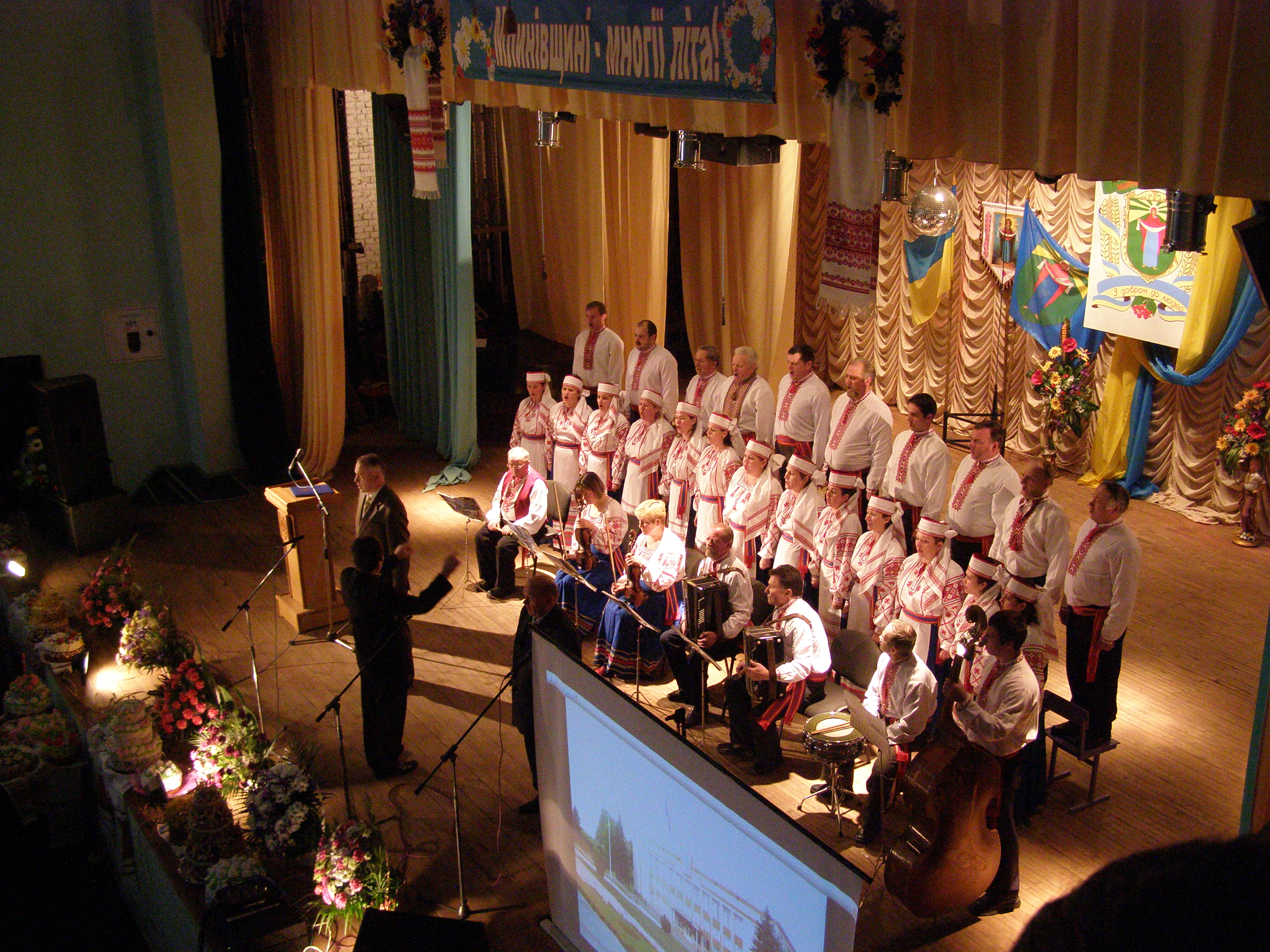
Млинівський хор на концерті "Млинівщині — многії літа!"
Аматорський народний чоловічий квартет Байда у складі (з ліва на право) Григорій Шумельчук, Василь Літвінчук, Вадим Балас, Володимир ЄвтухАматорський народний чоловічий квартет Байда у складі (з ліва на право) Григорій Шумельчук, Василь Літвінчук, Вадим Балас, Володимир Євтух